# Алан Кокс
Алан Кокс (англ. Alan Cox, нар. 22 липня 1968 року, Свонсі, Англія) — програміст, один з провідних розробників ядра Linux.

## Біографія
В університеті Свонсі здійснив одну з найраніших інсталяцій Linux у великій мережі, що допомогло виявити значне число помилок в мережевий підсистемі ОС. Підтримував гілку 2.2 і свою власну версію гілки 2.4, відрізнялася високою стабільністю. Також бере участь в проєктах GNOME і X.Org. Брав участь у проєкті ELKS ( Embeddable Linux Kernel Subset - урізане ядро Linux для вбудованих систем). В студентські роки був одним з розробників онлайнової гри  AberMUD